# 小行星7769
小行星7769（英語：7769 Okuni）是一颗围绕太阳公转的小行星。1991年11月4日，大友哲在藤枝市发现了此天体。
这颗小行星的绝对星等为264.00007等。